# Begraafplaats Soestbergen

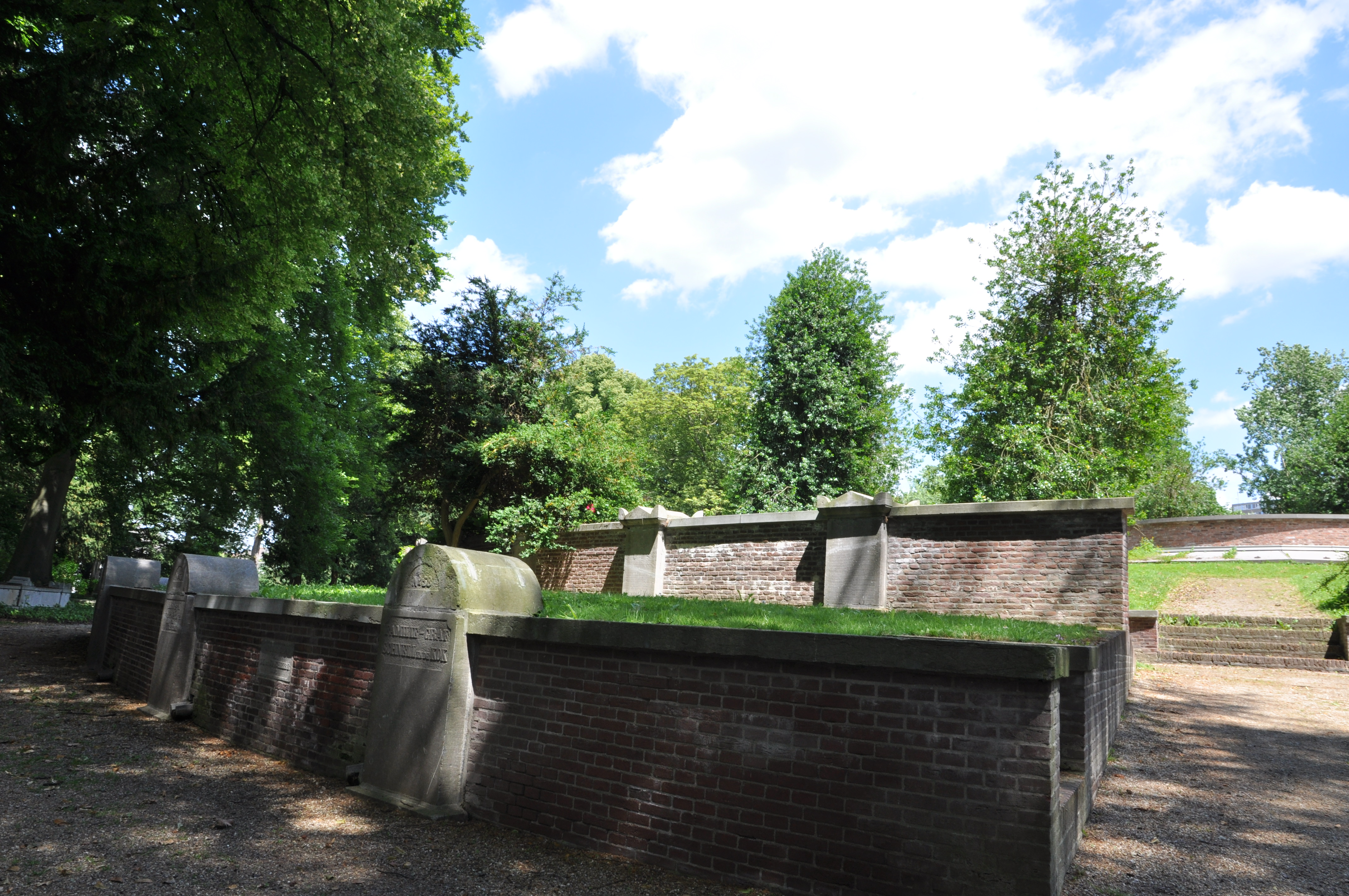
De taart van Zocher

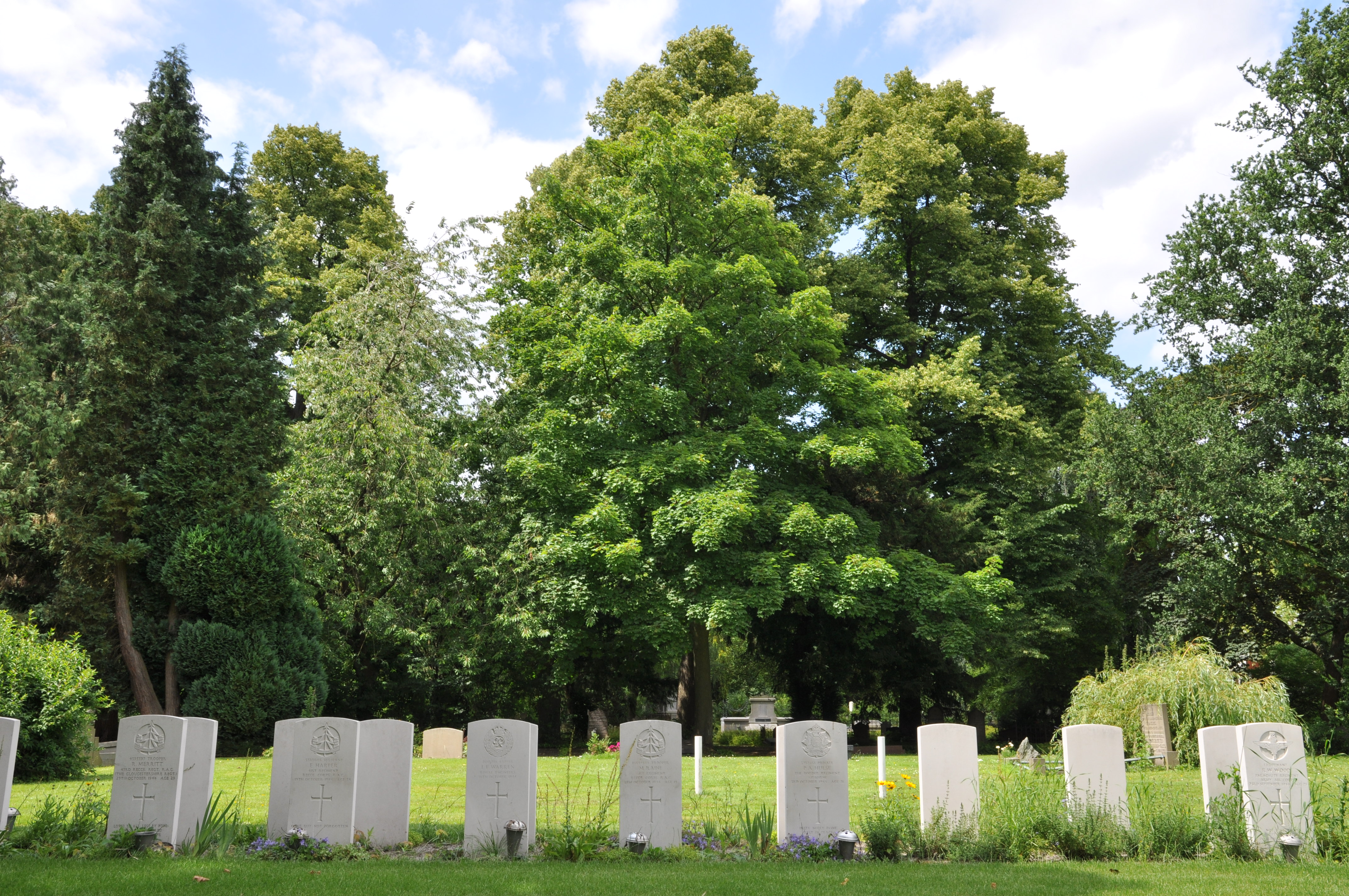
Oorlogsgraven

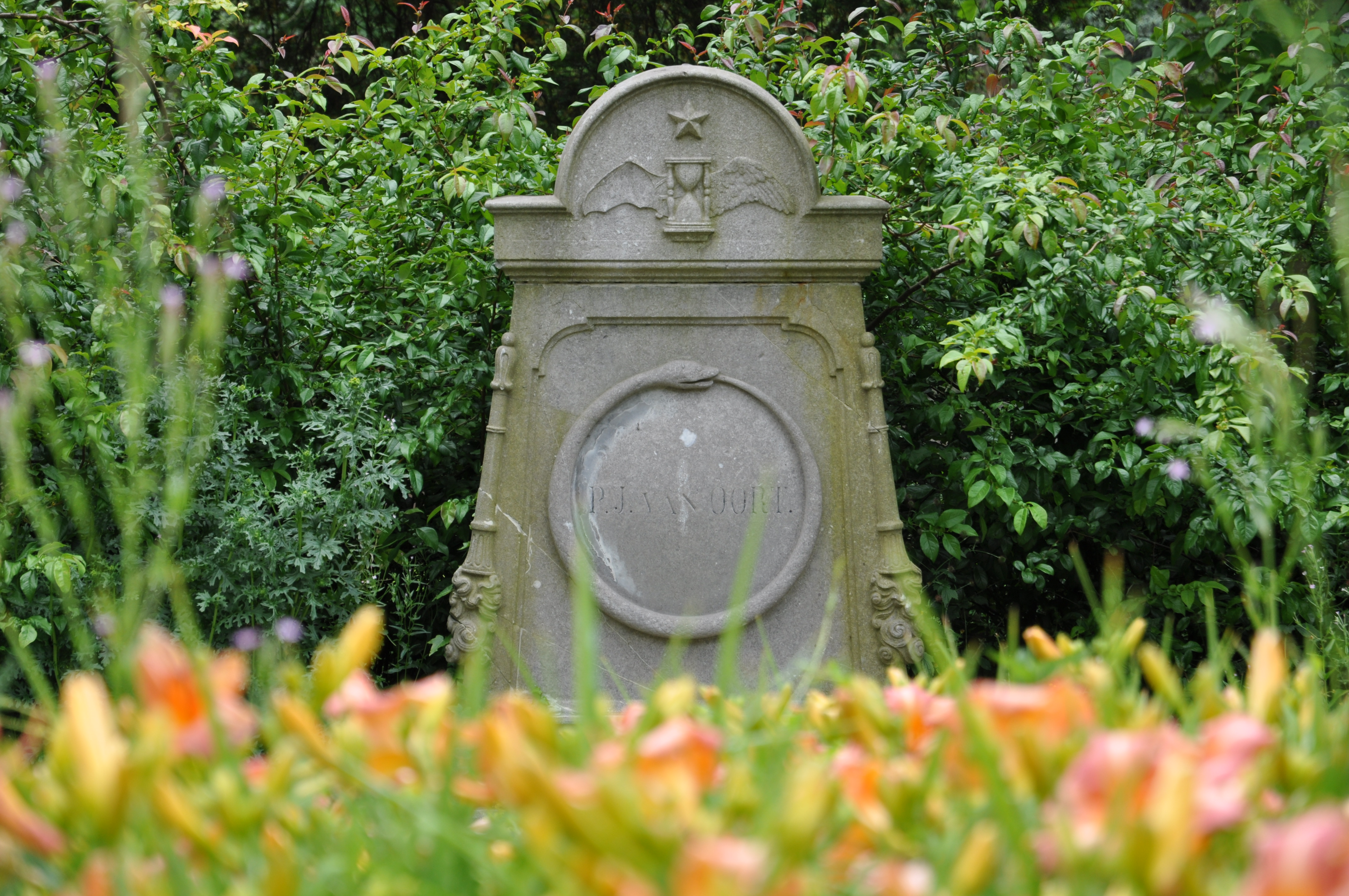
Graf van Van Oort

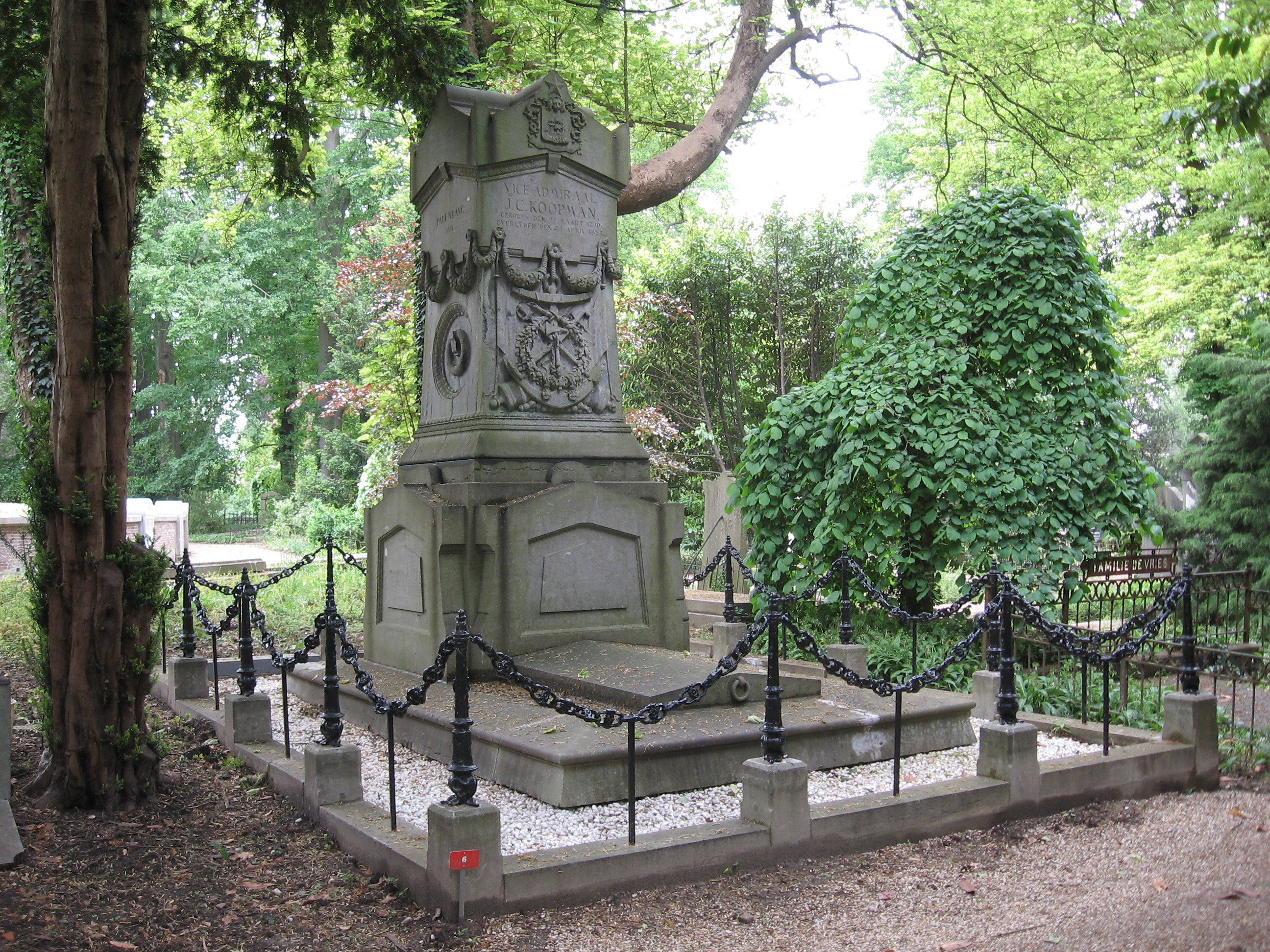
Grafzuil van viceadmiraal J.C. Koopman

Begraafplaats Soestbergen is een algemene begraafplaats in de Nederlandse stad Utrecht die is gelegen aan de Gansstraat 167.

## Buitenplaats
Van oorsprong is Soestbergen een buitenplaats. De tuin werd in 1830 opgekocht door de gemeente Utrecht en omgebouwd tot de Eerste Algemene Begraafplaats van de gemeente Utrecht.

## Tuinontwerp van Zocher
De begraafplaats is aangelegd in 1830 naar een ontwerp van landschapsarchitect J.D. Zocher jr. De begraafplaats was vanaf het begin ook bedoeld als wandelpark. In het middengedeelte van de begraafplaats is een karakteristieke grafheuvel te vinden. Deze heuvel of rotonde, met de bijnaam "De taart van Zocher", heeft een diameter van 65 meter, is 3,5 meter hoog en bestaat uit een aantal verschillende ringmuren met daarin 170 gemetselde grafruimtes. Hier liggen de prominente burgers. Midden in de grafheuvel bevindt zich een groot gat, een open ronde put die bedoeld is als knekelput.
Rondom de heuvel liggen ook nog enkele grafkelders van Utrechtse families zoals Van Beuningen, Ram, Fentener van Vlissingen en de bankiersfamilie Kol. Zocher ontwierp de begraafplaats oorspronkelijk in Engelse landschapsstijl met veel slingerende paden die grotendeels rondom de grafheuvel lagen. De beplanting op de begraafplaats werd ook zorgvuldig uitgekozen. Zo werden er met name cipressen, taxussen en treurwilgen geplant. Dit zou een treurige en melancholieke uitstraling moeten bewerkstelligen.

## Rijksmonument en restauratie
Sinds 2001 is de begraafplaats Soestbergen een rijksmonument. In 2007 werd de door Zocher ontworpen bijzondere toegangspoort tot de begraafplaats grondig gerestaureerd. Op woensdag 13 juni 2007 heeft wethouder Giesberts Soestbergen heropend met de onthulling van de toegangspoort en een wandeling over de begraafplaats.

## Graven van bekende Nederlanders
- Willem Barnard (ps. Guillaume van der Graft) (1920-2010), dichter.
- Nicolaas Beets (1814-1903), auteur, dichter, predikant en hoogleraar.
- Hendrik Adriaan van Beuningen (1841-1908), industrieel en politicus.
- Frans Jacob Otto Boijmans (1767-1847), kunstverzamelaar.
- Christophorus Buys Ballot (1817-1890), meteoroloog, scheikundige en natuurkundige.
- Frans Crone (1950-2007), Utrechts schrijver.
- Theodore Dentz (1840-1933), pionier in de Nederlandse tandheelkunde.
- Anton Reinhard Falck (1777–1843), minister.
- Gijsbert Franco von Derfelden van Hinderstein (1783-1857), cartograaf, politicus en baron.
- Victorine Hefting (1905-1993), kunsthistorica.
- W.G. van de Hulst sr. (1879-1963), schrijver van kinderboeken.
- Jan Coenraad Koopman (1790-1855), viceadmiraal.
- Christiaan Kramm (1797-1875), architect, kunstschilder en kunstverzamelaar.
- Dirkje Kuik (1929-2008), schrijfster en beeldend kunstenares.
- Hendrik Jan van Lummel (1815–1877), onderwijzer, tekenaar en schrijver.
- Pieter Jacobus (Piet) Meertens (1899-1985) letterkundige, dialectoloog en volkskundige
- Jeanne Merkus (1839-1897, sociaal hervormster, filantrope en avonturierster voor de millennialistische zaak.
- Johannes Anthonius Moesman (1859-1937), Utrechts lithograaf, tekenaar, amateurfotograaf en verzamelaar.
- Robert Rudolph Lodewijk de Muralt (1871-1936), waterbouwkundige en politicus.
- Johannes Jacobus van Oosterzee (1817-1882), predikant, redenaar en hoogleraar Theologie.
- Gerrit Rietveld (1888-1964), architect en meubelmaker.
- Gerard van Rooy (1938-2006), Utrechts etser.
- Gert de Rijk (1945-2009), Utrechts keramist.
- Jacobus Ludovicus Conradus Schroeder van der Kolk (1797-1862), pionier in de moderne geestelijke gezondheidszorg
- P.A. Tiele (1834-1889), bibliograaf, bibliothecaris en naamgever van de Dr. P.A. Tiele-Stichting
- Dolf Zwerver (1932-2010), kunstenaar.

De begraafplaats bevat tevens een grafkelder met oudkatholieke aartsbisschoppen.

## Erehof Soestbergen
Op de begraafplaats zijn eenentwintig Gemenebest oorlogsgraven.